# Agder
Agder er  navnet på fylket som 1. januar 2020 blev oprettet ved sammenlægning af   Aust-Agder og Vest-Agder fylker  i Norge. Regeringen Solberg  vedtog i forbindelse med regionsreformen i 2017 at de to fylker  lægges sammen til det nye fylke Agder. Administrationen ligger i Kristiansand (fylkeskommunen) og  Arendal (fylkesmannen) Agder har et samlet areal på 16 434 km² med 304.326 indbyggere per 1. juli 2018.
Navnet Agder (norrønt Agðir eller Egðafylki) har usikker tolkning. Det kan være en afledning af ǫgd, «være skarp». Navnet skulle da betyde landet som stikker ut i havet. .

## Kommuner
Der er 25 kommuner i Agder fylke fra 1. januar 2020:
- Arendal
- Birkenes
- Bygland
- Bykle
- Evje og Hornnes
- Farsund
- Flekkefjord
- Froland
- Gjerstad
- Grimstad
- Hægebostad
- Iveland
- Kristiansand (Kristiansand, Songdalen, Søgne)
- Kvinesdal
- Lillesand
- Lindesnes (Lindesnes, Mandal, Marnardal)
- Lyngdal (Audnedal, Lyngdal)
- Risør
- Sirdal
- Tvedestrand
- Valle
- Vegårshei
- Vennesla
- Åmli
- Åseral

Kommunene Arendal, Farsund, Flekkefjord, Grimstad, Kristiansand, Lillesand, Lyngdal, Mandal, Risør og Tvedestrand har bystatus, enten ved en historisk status som købstad, eller ved at kommunene har vedtaget at kommunecenteret skal kaldes by.

## Byer
De største byer i Agder, rangeret efter indbyggertal 1. januar 2017 (kommune i parentes):
- Kristiansand – 61.536 (Kristiansand)
- Arendal – 43.084 (Arendal, Grimstad)
- Korsvik – 17.464 (Kristiansand)
- Vennesla – 12.920 (Kristiansand, Vennesla)
- Grimstad – 12.899 (Grimstad)
- Mandal – 10.851 (Lindesnes)
- Søgne – 9.259 (Kristiansand)
- Lillesand – 7.644 (Lillesand)
- Flekkefjord – 6.045 (Flekkefjord)
- Lyngdal – 5.036 (Lyngdal)
- Risør – 4.626 (Risør)
- Nodeland – 3.658 (Kristiansand)
- Farsund – 3.420 (Farsund)
- Skålevik – 3.412 (Kristiansand)
- Blakstad – 3.010 (Froland)
- Birkeland – 2.851 (Birkenes)
- Tvedestrand – 2.503 (Tvedestrand)
- Liknes – 2.478 (Kvinesdal)
- Evje – 2.462 (Evje og Hornnes)
- Vanse – 2.040 (Farsund)

## Historie
I ældre tid regnedes Agder eller Agdesiden til Vestlandet. Avisen Vestlandske Tidende udkom i Arendal.
Fra 1902 fik Agder konkurrence af et rivaliserende navn, Sørlandet. Dette skulle omfatte et væsentligt større område end  Agder-fylkerne. Sørlandet er en landsdel og har sin landsdelshovedstad Kristiansand. Navnet Sørlandet er lavet bevidst for at skabe en landsdel omkring en by, som ville være landsdelshovedstad. Agder var ingen landsdel, men et grænseland. Her gik grænsen mellem Østlandet og Vestlandet.
Navnet Agder bruges stadig i mange sammenhænge.
- Avisen Agderposten udkommer i Arendal, og Agder Flekkefjords Tidende i Flekkefjord.
- Agderparken er en større erhvervspark i Arendal.
- Agder bispedømme er et tidligere navn på Agder og Telemark bispedømme.
- Agder lagmandsret omfatter Agderfylkerne, Telemark og Vestfold.